# Mr. Simple (bài hát)
"Mr. Simple" là một bài hát của nhóm nhạc nam Hàn Quốc Super Junior, là ca khúc chủ đề cho album phòng thu thứ năm của nhóm, Mr. Simple. Ca khúc được phát hành dưới dạng nhạc số vào ngày 2 tháng 8 năm 2011 bởi SM Entertainment thông qua các trang nghe và tải nhạc của Hàn Quốc như Melon, Bugs, Nate, Naver, Dosirak, Soribada... Bài hát đã nhanh chóng chiếm vị trí thứ nhất trên các bảng xếp hạng chỉ sau vài giờ phát hành.
Phiên bản tiếng Nhật của bài được phát hành cùng với đĩa đơn tiếng Nhật thứ hai của nhóm vào ngày 7 tháng 12 năm 2012 bởi Avex Trax. Một ca khúc khác trong đĩa đơn là "Snow White" đã được phát hành trên trang chủ tại Nhật của nhóm vào ngày 30 tháng 11 năm 2011. Đĩa đơn đứng thứ #2 tại bảng xếp hạng album tuần của Oricon, bán được tổng cộng 89,000 bản trong tuần đầu phát hành, vượt qua đĩa đơn tiếng Nhật trước đó của nhóm là Bijin (Bonamana) vốn chỉ bán được 59,000 trong tuần đầu tiên và tính cho đến nay mới là 67,000 bản. Đây cũng là đĩa đơn tiếng Nhật thành công nhất của nhóm cho đến nay. Bài hát được sử dụng làm ca khúc đại diện cho công ty tổ chức giao tiếp vệ tinh của Nhật SKY Perfect JSAT Group. Nó cũng được sử dụng làm ca khúc kết thúc cho chương trình Tsubo Musume của TBS vào tháng 1 năm 2012.
Mr. Simple đứng thứ 85 trong số những đĩa đơn bán chạy nhất tại Nhật trong năm 2011 căn cứ theo xếp hạng của Oricon Charts và nhận được chứng nhận đĩa vàng từ Recording Industry Association of Japan (RIAJ) với hơn 100,000 bản đã bán hết tại Nhật Bản.

## Hậu cảnh
Ca khúc được phát hành cùng với phần còn lại của album Mr. Simple vào ngày 2 tháng 8 năm 2011 dưới dạng nhạc số trên các trang nghe và tải nhạc trực tuyến của Hàn Quốc và tất cả các bài này đều nhanh chóng chiếm những vị trí đầu tiên chỉ sau vài giờ phát hành. Mr. Simple được sáng tác bởi nhạc sĩ Yoo Young-jin, người đã viết các ca khúc chủ đề trước đó của Super Junior là "Twins (Knock Out)", "U", "Don't Don", "Sorry, Sorry" và "Bonamana". SM Entertainment đã miêu tả về bài hát này như sau:
| “ | The title song, 'Mr. Simple', is a 'SJ FUNKY' song created for Super Junior only, and it can be considered as the final version of 'SJ FUNKY' following 'SORRY, SORRY' and 'BONAMANA' that became a worldwide hit. The lyric describes the reality where modern people living in a complicated world failing to achieve what they intended to and losing their love and dreams without the breadth of mind in a simple way with humorous and metaphorical words, meaning "There is no need to take everything very serious. Simple and easy way can rather be a better choice for finding oneself" like the title, 'Mr. Simple.' | ” |

Dịch nghĩa:
Ca khúc chủ đề, 'Mr. Simple', là ca khúc thuộc thể loại 'SJ FUNKY' của riêng Super Junior, và nó có thể là bài cuối cùng của thể loại này, nối tiếp sau 'SORRY, SORRY' và 'BONAMANA' vốn đã rất thành công trên toàn thế giới. Lời bài hát mô tả về thực tại nơi mà con người đang sống ngày nay là một thế giới phức tạp, con người thất bại trong việc đạt được những dự định của mình và mất đi tình yêu, giấc mơ chỉ vì không có những lúc mở lòng để mà sống một cách đơn giản. Lời bài hát đầy sự hài hước và sử dụng lối nói ẩn dụ, với ý nghĩa "Không cần phải làm mọi thứ phức tạp lên. Đơn giản và dễ dàng hóa mọi việc thì tốt hơn cho mọi người trong việc tìm lại chính mình", đúng như tên bài hát, 'Mr. Simple.'

## Music Video

Hình chụp đoạn điệp khúc của Mr.Simple

Hai MV teaser của bài hát đã được tung ra ngày 1 tháng 8 năm 2011 trên trang YouTube của SM Entertainment là SMTOWN. Teaser đầu tiên sau này được sử dụng làm phần mở đầu cho MV chính, với giọng hát nền là của nhạc sĩ Yoo Young-jin; còn MV thứ hai lại bộc lộ một chút về nội dung bài hát, nói về sự giải thoát khỏi những trói buộc trong cuộc sống một cách đầy ẩn ý. Chỉ sau một ngày, teaser thứ nhất đã thu hút đến hơn 1 triệu lượt xem trên Youtube trong khi teaser thứ hai cũng đạt đến 600,000 lượt view. Hiện nay teaser thứ nhất đạt đến hơn 3,7 triệu view, còn teaser thứ hai là khoảng 2,4 triệu view.
Music video chính của bài hát được tung ra ngày 4 tháng 8 năm 2011 tại buổi họp báo ra mắt album thứ năm của Super Junior và trên trang Youtube của SM Entertainment là SMTOWN trong khi phiên bản tiếng Nhật được phát hành ngày 13 tháng 11 năm 2011 bởi Space Shower TV. MV được tung ra vào khoảng 15h00 (giờ Hàn Quốc, múi giờ UTC+9) ngày 4 tháng 8, hay 13h00 giờ Việt Nam, và chỉ trong vòng vài tiếng sau nó đã đạt hơn nửa triệu lượt xem trên youtube, mỗi phút lại tăng thêm khoảng 200 bình luận. MV đạt khoảng 1.5 triệu lượt xem tính cho đến cuối ngày hôm đó, và 3 triệu tính đến hết ngày thứ 2, lượng xem và bình luận cứ tăng đều đặn trên phạm vi toàn thế giới. Hiện nay, MV Mr.Simple đã đạt đến khoảng 56 triệu lượt xem trên youtube, là MV đầu tiên của một nhóm nhạc nam Hàn Quốc vượt qua con số 40 triệu view. MV này hiện nay cũng là video có lượng bình luận nhiều nhất Hàn Quốc (với khoảng 1,4 triệu bình luận).
MV phiên bản 3D của Mr. Simple đã được phát hành vào tháng 12 năm 2011 bởi LG Electonics của Đài Loan sau khi Super Junior trở thành người mẫu đại diện quảng bá cho dòng điện thoại mới của hãng, LG Optimus (cùng với f(x)).
Vũ đạo cho bài hát được dàn dựng bởi biên đạo Shim Jaewon, cựu thành viên của Black Beat. Phần chính của vũ đạo chính là điệu nhảy vẩy tay ở đoạn điệp khúc bài hát. Ngoài ra, trong bài cũng có một đoạn Break Dance được thực hiện bởi Eunhyuk, Donghae, Sungmin và Kyuhyun với điểm nhấn là màn lộn người chống đỡ cả cơ thể chỉ bằng một tay của Eunhyuk.

## Đĩa đơn tiếng Hàn
# Mr. Simple (3:59)
Super Junior đã quảng bá cho "Mr. Simple" trong 6 tuần, bắt đầu từ buổi diễn trên Music Bank của đài KBS vào ngày 5 tháng 8 năm 2011, sau đó là trên Music Core của đài MBC ngày 6 tháng 8, ở Inkigayo của đài SBS ngày 7 tháng 8 và M! Countdown của M.net vào ngày 11 tháng 8. Trong 6 tuần quảng bá, "Mr. Simple" đã giành chiến thắng 5 lần tại Music Bank, 3 lần tại Inkigayo và đạt Triple Crown, thêm 3 lần và Triple Crown nữa tại M! Countdown (Còn Music Core của MBC không xét giải). Tổng cộng nhóm đã giành được 11 chiếc cúp cho Mr. Simple và đây cũng là thành tích tốt nhất của nhóm cho quá trình quảng bá một bài hát kể từ khi nhóm ra mắt đến nay.
Đến cuối năm 2011, Gaon Chart công bố top 100 đĩa đơn nhạc số của năm 2011, và Mr. Simple đứng thứ #95 trên bảng này.

## Đĩa đơn tiếng Nhật

### CD
1. Mr. Simple (3:59)
2. Snow White (4:07)
3. Mr. Simple - Korean ver. - (3:59)
4. Mr. Simple - Instrumental - (3:59) (CD Only)
5. Snow White - Instrumental - (4:07) (CD Only)

### Đĩa đơn phiên bản đặc biệt
Tên: CD+DVD Limited Pressing Edition" DVD
1. Mr. Simple
2. Mr. Simple - Dance ver.
3. Mr. Simple - Korean ver.
4. Mr. Simple - Korean ver. [Type B]
5. Off Shot Clip

### Phiên bản "CD+DVD" DVD
1. Mr. Simple
2. Mr. Simple - Korean ver.

### Các bảng xếp hạng và doanh số
| Bảng xếp hạng               | Vị trí cao nhất | Doanh số báo cáo |
| --------------------------- | --------------- | ---------------- |
| Oricon Daily Singles Chart  | 1               | 88,973           |
| Oricon Weekly Singles Chart | 2               | 88,973           |
| Oricon Yearly Singles Chart | 85              | 88,973           |

### Doanh số và chứng nhận
| Bảng xếp hạng                        | Tổng cộng |
| ------------------------------------ | --------- |
| Doanh số đĩa đơn trên Oricon         | 106,000   |
| Chứng nhận doanh số đĩa đơn bởi RIAJ | Đĩa vàng  |

### Vị trí trên Oricon Chart
Đĩa đơn ra mắt với vị trí thứ 3 trên bảng xếp hạng ngày của Oricon vào ngày 6 tháng 12 năm 2011 với 17,000 bản được bán ra. Nó đã rơi xuống vị trí thứ 6 sau 3 ngày nhưng sau đó đã nhanh chóng vươn lên đứng thứ nhất vào ngày 10 tháng 12 năm 2011, là ngày thứ nhất của Super Show 4 tại Osaka, với hơn 36,000 bản được bán ra, đánh bật cả album "Ue kara Mariko" của AKB48 khi họ chỉ bán được 23,000 bản và đứng thứ hai. Đây là lần đầu tiên Super Junior đạt được vị trí thứ nhất tại Nhật kể từ khi ra mắt. Cho đến cuối năm 2011, đĩa đơn đã đứng thứ 85 trong số những đĩa đơn bán chạy nhất tại Nhật năm 2011 trên Oricon Chart.
| Thứ 2 | Thứ 3 | Thứ 4 | Thứ 5 | Thứ 6 | Thứ 7 | Chủ nhật | Xếp hạng tuần | Doanh số |
| ----- | ----- | ----- | ----- | ----- | ----- | -------- | ------------- | -------- |
| x     | 3     | 6     | 6     | 6     | 1     | 2        | 2             | 88,973   |
| 5     | 22    | 21    | 15    | 14    | 21    | 26       | 18            | 5,908    |
| 20    | x     | x     | 28    | x     | x     | x        | 32            | 3,137    |
| x     | x     | x     | x     | x     | x     | x        | 33            | 2,421    |
| x     | x     | x     | x     | x     | x     | x        | 46            | 1,585    |
| x     | x     | x     | x     | x     | x     | x        | x             | x,xxx    |

## Âm nhạc
- Giọng ca chính - Super Junior
- Hát nền - Super Junior, Yoo Young-jin
- Sản xuất chính - Lee Soo Man
- Sản xuất nhạc - Yoo Young-jin
- Viết lời - Yoo Young-jin